# 李新良
李 新良（り しんりょう、1936年11月 - 2025年8月13日）は中華人民共和国の軍人。陸軍上将。

## 概要
1936年11月山東省生まれ。陸軍の軍歴を重ね上将（大将）。広州軍区司令員、瀋陽軍区司令員、北京軍区司令員など軍管区での要職を歴任した。

## 来歴
- 1936年11月 山東省に生まれる
- 1956年 南京工程兵学校卒業
- 1962年 師司令部工兵科参謀、師司令部工兵防化科科長
- 1969年 団副参謀長
- 1973年 副師長
- 1981年 41軍師長
- 1983年5月 広西軍区司令員
- 1988年2月 広州軍区副司令員
- 1988年 少将
- 1993年7月 中将
- 1993年12月 瀋陽軍区政治委員
- 1995年9月 瀋陽軍区司令員
- 1997年12月 北京軍区司令員
- 1998年3月 上将
- 1999年10月1日 建国50周年受閲部隊（江沢民軍事委員会主席検閲）
- 2001年 65歳に達したため軍退役
- 2003年3月 中央委員ほか党要職
- 2025年8月13日、北京で死去。89歳没[1]。